# Kurt Hess (Chemiker)
Kurt Hess (* 5. Oktober 1888 in Krefeld; † 8. April 1961 in Immenstadt) war ein deutscher Chemiker, der vorwiegend über Cellulose, Polymere, Mehl- und Eiweißchemie geforscht hat.

## Leben
Hess studierte von 1908 bis 1911 Chemie in Dresden und Jena. Er promovierte 1911 an der Universität Jena. 1911 bis 1913 war er Mitarbeiter bei Emil Fischer. 1914 wird er an der Universität Freiburg zum Privatdozenten ernannt und 1916 ebenda zum außerordentlichen Professor berufen. Von 1918 bis 1921 war er außerordentlicher Professor an der TH Karlsruhe. Einen Ruf auf einen Lehrstuhl an die Universität Wien lehnte er im Jahr 1921 ab, im gleichen Jahr wurde Hess zum „Wissenschaftlichen Mitglied der Kaiser-Wilhelm-Gesellschaft“ ernannt und als Abteilungsleiter an das damalige Kaiser-Wilhelm-Institut für Chemie in Berlin berufen, wo er bis 1930 die organisch-chemische Abteilung leitete. 1931 wechselte er als „Auswärtiger Mitarbeiter“ zur IG Farben. Sein Vater Christian Hess († 1923) war Vorstandsmitglied bei der Firma Bayer gewesen.
Sein Labor und seinen Status am damaligen Kaiser-Wilhelm-Institut (KWI) für Chemie behielt er jedoch als „Auswärtiges Wissenschaftliches Mitglied“ der Kaiser-Wilhelm-Gesellschaft bis 1948 bei. Der Wissenschaftshistoriker Mark Walker charakterisiert Hess als fanatischen Nationalsozialisten; er war nach Walker ein „Widersacher“ der jüdischen Mitarbeiterin Lise Meitner am KWI für Chemie und hat Meitner im Jahr 1938, nach dem Anschluss Österreichs, mit den Worten „Die Jüdin gefährdet das Institut“ denunziert. Das KWI für Chemie wurde später in die Max-Planck-Gesellschaft eingegliedert und zum Max-Planck-Institut für Chemie umbenannt. Am 10. Dezember 1939 beantragte Hess die Aufnahme in die NSDAP und wurde zum 1. Januar 1940 aufgenommen (Mitgliedsnummer 7.382.808).
1952 wurde Hess Honorarprofessor und Leiter des „Labors für Mehl- und Eiweißforschung“ an der damaligen TH Hannover. Hess hat über 500 wissenschaftliche Arbeiten, vorwiegend zu Themen wie Cellulose, Faserstoffe, Kautschuk, Chemie und Physik von Hochpolymeren und die Chemie von Mehl und Eiweißen vorgelegt.
An der TU München war am Standort Garching lange Zeit eine Forschungsstelle der Deutschen Forschungsanstalt für Lebensmittelchemie nach Hess benannt, das „Kurt-Hess-Institut für Mehl- und Eiweißforschung“.

## Mitgliedschaften
- seit 1928: Mitglied der Leopoldina